# Centro municipal de arte flamenco La Merced

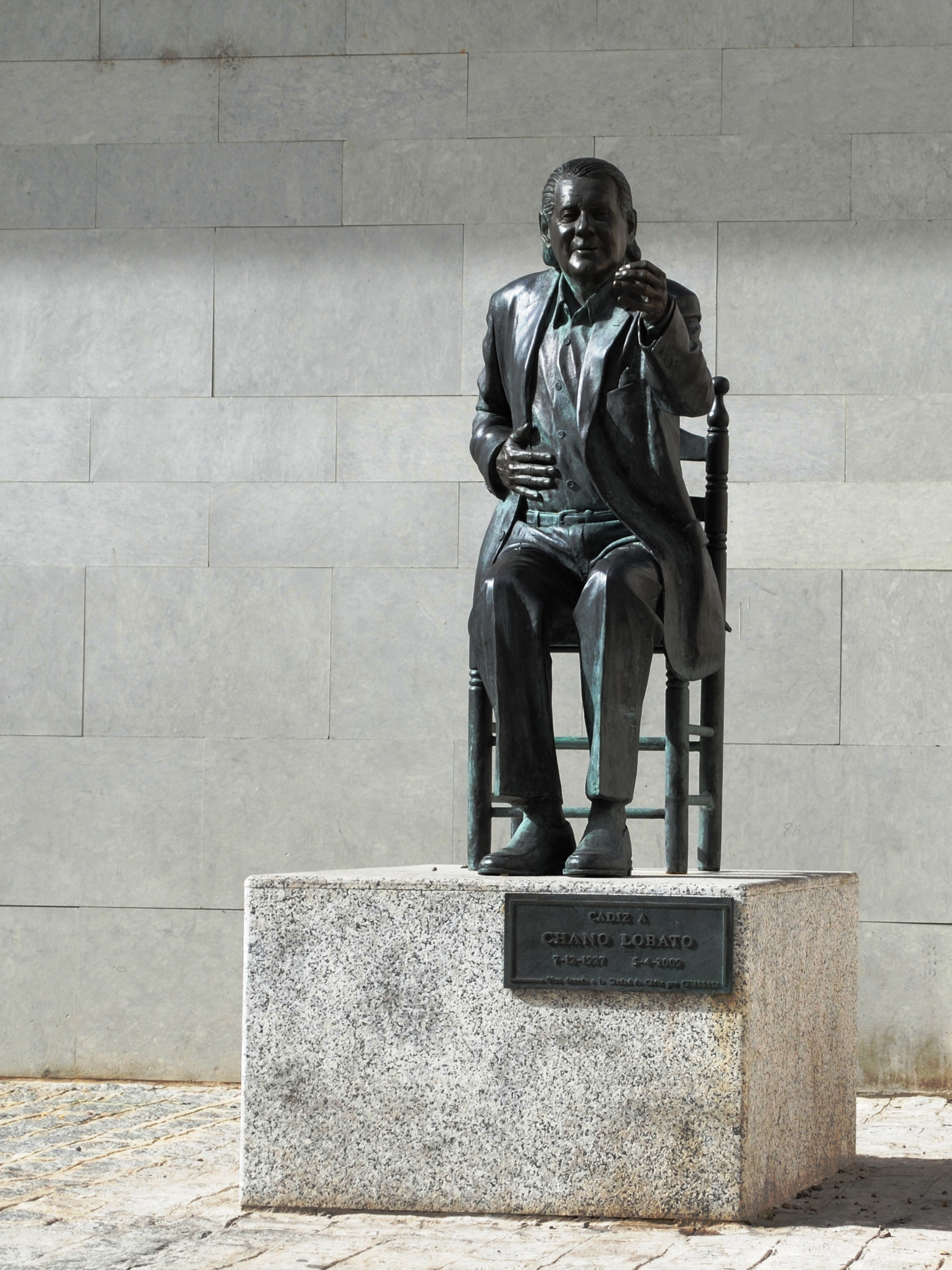
Estatua de Chano Lobato en frente del centro.

El Centro Municipal de Arte Flamenco La Merced está ubicado en la antigua plaza de abastos del barrio flamenco por excelencia de Cádiz, Santa María, y en concreto en la Plaza de la Merced (1867). Su función es la de favorecer la difusión y la enseñanza del arte flamenco en el mismo entorno en el que lo aprendieran artistas como Enrique el Mellizo, Pericón de Cádiz y Chano Lobato.
En una superficie total de unos 740 metros cuadrados, se celebran recitales, exposiciones, cursos, presentaciones de libros... Tiene un escenario para clases magistrales y espectáculos, además de salas en las que se impartes clases de cante, toque y baile para grupos reducidos.